# Черлтон, Джон, 4-й барон Черлтон
Джон Черлтон, 4-й барон Черлтон (англ. John Charleton, 4st Baron Cherleton; 25 апреля 1362 — 19 октября 1401) — английский аристократ, лорд Валлийской марки.

## Биография
Джон Черлтон был сыном 3-го барона Черлтон того же имени и Джоан Стаффорд. После смерти отца в 1374 году он как старший сын унаследовал его титул и обширные владения в Поуисе в Южном Уэльсе. В 1387 году Джон стал юстициарием Северного Уэльса, до марта 1392 года женился на Элис Фицалан, дочери Ричарда Фицалана, 11-го графа Арундела, и Элизабет де Богун. В 1401 году он участвовал в походе короля Генриха IV против восставших валлийцев. В октябре того же года Черлтон умер в одном из своих замков. Его брак остался бездетным, а потому наследником стал младший брат Джона Эдуард.
Вдова Джона после его смерти вступила во внебрачную связь с епископом Генри Бофортом, от которого родила дочь Джейн.